# Eddy Van de Ven
Eddy Van de Ven (22 oktober 1951) is een Belgisch voetbaltrainer. Hij is in dienst bij KSV Temse. Hij is daarnaast leraar lichamelijke opvoeding in het Scheppersinstituut te Mechelen.
Van de Ven is houder van een Pro License-diploma. Dat diploma is vereist om trainer te zijn in de Jupiler League in België. Glen De Boeck, technisch directeur van Cercle Brugge, had dat diploma niet. Daarom was Van de Ven tussen 2007 en 2008 officieel trainer van de ploeg. Van de Ven hielp eerder ook al Marc Brys (Germinal Beerschot) en Thomas Caers (Sint-Truidense VV) uit de nood. 

## Trainerscarrière
- 1983 Nationale zaalvoetbalteam (vrouwen)
- 2003-2004 Hoogstraten VV
- 2005 Germinal Beerschot (houder Pro License)
- 2006 Sint-Truidense VV (houder Pro License)
- 2006-2007 Rapid Leest
- 2007-2008 Cercle Brugge (assistent-trainer, houder Pro License)
- 2008-.... KSV Temse